# تيانا تايلور
تيانا تايلور (Teyana Taylor) من مواليد 10 ديسمبر 1990.هي مغنية ومنتجة و ممثلة أمريكية.

## روابط خارجية
- تيانا تايلور على موقع IMDb (الإنجليزية)
- تيانا تايلور على موقع ألو سيني (الفرنسية)
- تيانا تايلور على موقع ميوزك برينز (الإنجليزية)
- تيانا تايلور على موقع أول ميوزيك (الإنجليزية)
- تيانا تايلور على موقع ديسكوغز (الإنجليزية)
- تيانا تايلور على موقع قاعدة بيانات الفيلم (الإنجليزية)
- تيانا تايلور على موقع كينوبويسك (الروسية)